# Pakusamben
Pakusamben is een bestuurslaag in het regentschap Cirebon van de provincie West-Java, Indonesië. Pakusamben telt 4486 inwoners (volkstelling 2010).